# Bedřich Jan Nepomuk ze Schwarzenbergu
Kníže Bedřich Jan Nepomuk ze Schwarzenbergu (německy Friedrich Johann Nepomuk Fürst zu Schwarzenberg; 28. srpna 1774 Vídeň – 18. listopadu 1795 Weinheim) byl německo-český šlechtic z rodu Schwarzenbergů. Sloužil jako důstojník rakouské císařské armády v první koaliční válce. 

## Život
Bedřich Jan Nepomuk Josef August kníže ze Schwarzenbergu (něm. Friedrich Johann Nepomuk Joseph August Fürst zu Schwarzenberg) se narodil jako syn knížete Jana Nepomuka I. ze Schwarzenbergu (1742–1789) a jeho manželky Marie Eleonory z Oettingen-Wallersteinu (1747–1797).
Bedřich získal brzy rytířskou hodnost v Maltézském řádu a od roku 1793 sloužil jako podporučík u Hulánského pluk č. 6. Vrchní velitel, princ Bedřich Josiáš Sasko-Kobursko-Saalfeldský, o mladém Schwarzenbergovi psal ve svých pamětech. Vybral si ho jako kurýra, aby přinesl císaři zprávu o pádu města Le Quesnoy. 
Na konci roku 1793 byl Schwarzenberg povýšen na rytmistra a poté převelen k 8. pluku švališérů „Kníže Lobkowitz“, s níž se zúčastnil bojů jako velitel eskadrony a několikrát se vyznamenal svou statečností. Spolu s knížecími bratry Mořicem (1775–1819) a Františkem Aloisem z Lichtenštejna (1776–1794) byl v bojových operacích generála Charlese Josepha de Clerfayt v oblasti Porýní zmiňován jako „odvážný, rozhodný a obratný“.

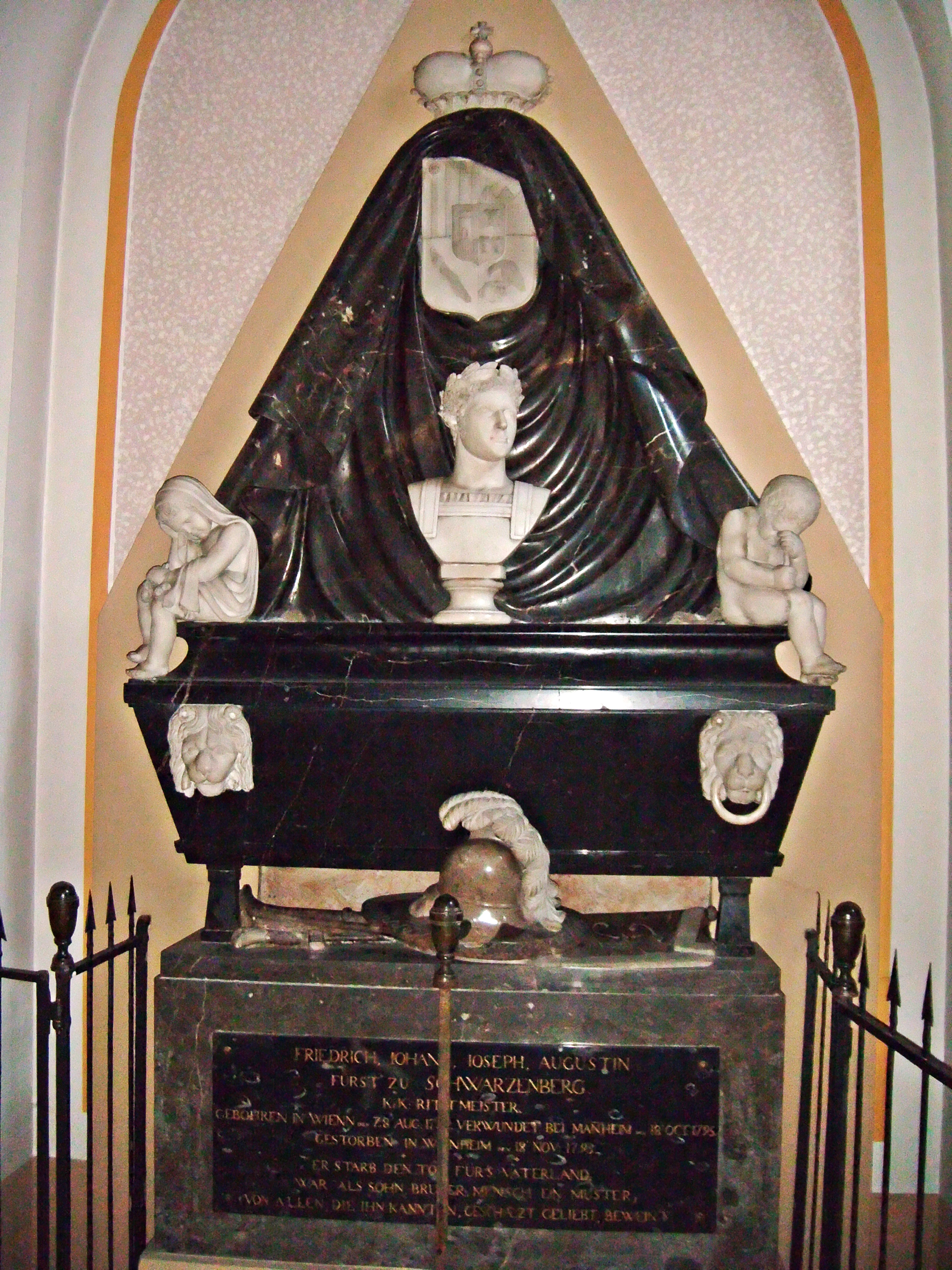
Hrobka v kostele sv. Vavřince, Weinheim

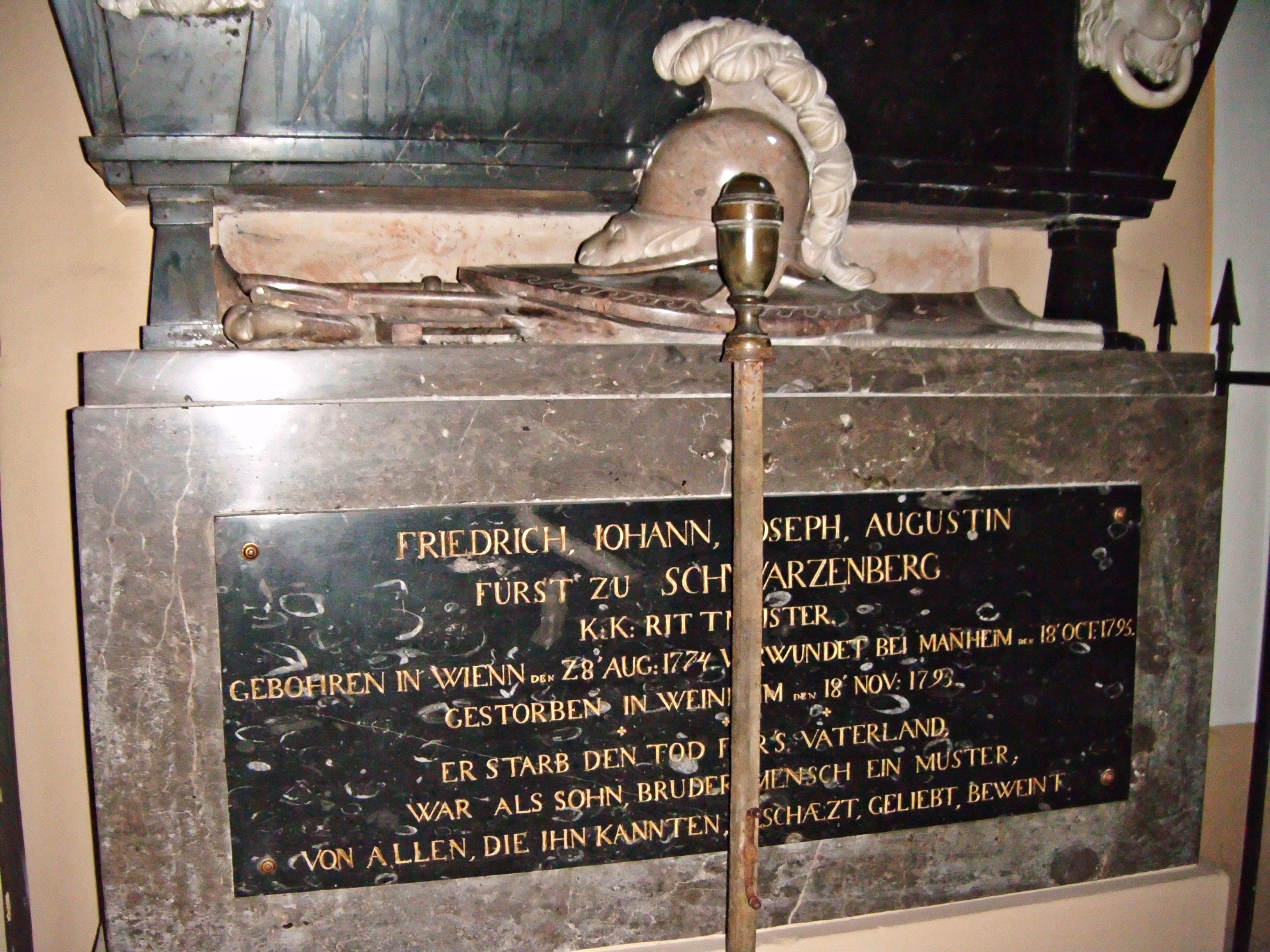
Epitaf

Během obléhání Mannheimu vydal generál Dagobert Sigmund von Wurmser dne 18. října 1795 rozkaz k útoku na opevněný francouzský tábor u Neckarau (Neckarschanze), což nakonec vedlo k dobytí města 22. listopadu. Při útoku z 18. října utrpěl kapitán Schwarzenberg střelné poranění břicha a byl vážně zraněn. Byl odvezen do nedalekého Weinheimu, kde bylo šlechtické a správní sídlo.
Kníže Bedřich Jan Nepomuk ze Schwarzenbergu zemřel dne 18. listopadu 1795 po čtyřtýdenním pobytu v nemocnici a neúspěšné operaci. Dům na Obertorstrasse 1 ve Weinheimu se dochoval dodnes a místnost („knížecí pokoj“/„das Fürstenzimmer“) je možné navštívit.
Na smrtelné posteli kníže odkázal svůj podíl rodinného dědictví příbuzným. Byl pohřben ve starém kostele sv. Vavřince poblíž hradu Weinheim.
Jeho bratr, pozdější polní maršál Karel Filip ze Schwarzenbergu (1771–1820), vrchní velitel spojeneckých vojsk proti císaři Napoleonovi v bitvě u Lipska, byl v roce 1795 rovněž pohyboval na falckém bojišti. V kostele Božího hrobu ve Weinheimu nechal bratrovi postavit prostý pomník. Druhý bratr kníže Josef II. ze Schwarzenbergu ho v letech 1804/1805 nechal nahradit propracovanou mramorovou hrobkou, kterou vytvořil mannheimský sochař Maxmilián Joseph Pozzi. Ostatky Bedřicha ze Schwarzenbergu byly v roce 1805 přeneseny do mramorového sarkofágu hrobky. Při novostavbě katolického farního kostela sv. Vavřince na počátku 20. století byla Schwarzenbergova hrobka  přemístěna na výsadní místo v chrámu.
Bratr Bedřicha Jana Arnošt ze Schwarzenbergu (1773–1821) působil jako biskup v Rábu. Mezi jeho synovce patřili Felix ze Schwarzenbergu (1800–1852), rakouský premiér, a jeho bratr, kardinál a pražský arcibiskup Bedřich ze Schwarzenbergu (1809–1885).